# Żurada
Żurada – wieś w Polsce położona w województwie małopolskim, w powiecie olkuskim, w gminie Olkusz przy drodze wojewódzkiej nr 791 (w Żuradzie I).
W 1595 roku wieś Zdurada położona w powiecie proszowskim województwa krakowskiego była własnością miasta Olkusza. W Królestwie Polskim istniała gmina Żurada. W latach 1975–1998 miejscowość administracyjnie należała do województwa katowickiego.
W walce powietrznej nad Żuradą 1 września 1939 roku ppor. pil. Władysław Gnyś ze 121 Eskadry Myśliwskiej 2 Pułku Lotniczego Kraków zestrzelił w jednym locie bojowym dwa niemieckie bombowce Do 17 E. Historycy dowiedli, że były to pierwsze samoloty niemieckie zestrzelone przez samolot aliancki w II wojnie światowej.
Z Żurady pochodzi także pisarka Danka Braun, autorka m.in. sagi o rodzinie Orłowskich.

## Podział wsi
Źródło: Żurada – spis ulic
- ul. Starowiejska
- ul. Słoneczna
- ul. Akacjowa
- ul. Wierzbie
- ul. Źródlana
- ul. Leśników
- ul. Leśna
- ul. Krucza Góra